# Блено ле Тул
Блено ле Тул (фр. Blénod-lès-Toul) насеље је и општина у североисточној Француској у региону Лорена, у департману Мерт и Мозел која припада префектури Тул.
По подацима из 2011. године у општини је живело 1045 становника, а густина насељености је износила 59,37 становника/km². Општина се простире на површини од 17,6 km². Налази се на средњој надморској висини од 285 метара (максималној 432 m, а минималној 229 m).

## Демографија
| 1650. | 1802. | 1836. | 1846. | 1856. | 1882. | 1901. | 1962. | 1968. | 1975. | 1982. | 1990. | 1999. | 2011. |
| ----- | ----- | ----- | ----- | ----- | ----- | ----- | ----- | ----- | ----- | ----- | ----- | ----- | ----- |
| 530   | 1.317 | 1.560 | 1.597 | 1.301 | 1.264 | 1.019 | 760   | 818   | 826   | 798   | 906   | 952   | 1.045 |

График промене броја становника у току последњих година